# 조앤 폰테인
조앤 폰테인(영어: Joan Fontaine, 본명: 조앤 드 보부아르 드 하빌랜드, 본명 영어: Joan de Beauvoir de Havilland, 1917년 10월 22일 ~ 2013년 12월 15일)은 영국, 미국의 배우이다. 배우 올리비아 드 하빌랜드의 동생이다. 알프레드 히치콕 감독의 영화 《레베카》를 통해 본격적으로 주목 받으며 아카데미 여우주연상 후보에 올랐다. 이후 다음 해 히치콕 감독의 영화 《서스픽션》을 통해 아카데미 여우주연상을 수상했다.

## 출연 작품
- 여자들 (1939)
- 레베카 (1940)
- 서스픽션 (1941)
- 영원한 처녀 (1943)
- 제인 에어 (1943)
- 미지의 여인에게서 온 편지 (1948)
- 오델로 (1951)
- 생의 애욕 (1952)
- 아이반호 (1952)